# Trafalgar Park
Trafalgar Park è un impianto sportivo multifunzione neozelandese che si trova a Nelson, autorità unitaria dell'Isola del Sud.
Costruito intorno alla metà degli anni ottanta del XIX secolo e inaugurato nel 1888, è uno dei più antichi stadi del Paese ancora in attività ed è l'impianto interno delle locali formazioni provinciali sia di rugby a 13 (Tasman Titans) che di rugby a 15 (Tasman Makos) nonché del club calcistico Tasman Utd.
Capace di circa 18000 posti, fu tra gli impianti che accolse gare della Coppa del Mondo di rugby 2011.
Lo stadio è di proprietà della città di Nelson ed è il primo ad adottare, come fondo di sostegno del proprio tappeto d'erba naturale, un letto di sabbia derivata dalla macinatura di vetro riciclato.

## Storia
Le prime installazioni sportive nacquero di pari passo ai primi insediamenti cittadini come iniziativa privata a opera di un consorzio, The Nelson Athletic Ground Company che edificò su un'area costiera di circa otto acri (~32000 m²) di terra sottratta al mare una struttura nota all'epoca come Mudflat Recreation Ground (dall'inglese Mudflat = piana di marea).
Notizie certe sulla struttura si hanno a partire da un evento celebrato come inaugurazione ufficiale, il 21 aprile 1888, durante la quale si tenne un incontro di rugby pubblicizzato come Fifteen vs Eighteen; la città vantava già all'epoca una tradizione rugbistica avendo ospitato diciotto anni addietro il primo incontro assoluto di tale disciplina mai tenutosi in Nuova Zelanda.
Nel 1891 la municipalità di Nelson acquistò la proprietà delle strutture e nel 1892, grazie alla regalia in denaro di un imprenditore e filantropo della comunità, acquistò altri lotti di terreno confinanti.
Il nuovo stadio fu destinato ad accogliere gli incontri della locale squadra provinciale di cricket e per tale ragione furono stanziati i fondi per un prato in erba e, negli anni a seguire, furono aggiunte piste d'atletica leggera e di ciclismo.
La struttura rimase invariata fino a metà XX secolo: al cricket si aggiunsero progressivamente altre discipline e negli anni cinquanta fu costruita una tribuna supplementare sul lato orientale a carico della Tasman Rugby Union, che aveva stipulato con la municipalità un contratto di locazione a lungo termine per la stagione invernale.
In ambito extrasportivo, Trafalgar Park ospitò a gennaio 1954 un incontro della regina Elisabetta II e del suo consorte Filippo con la cittadinanza durante il suo viaggio ufficiale in Nuova Zelanda, prima volta di un sovrano regnante a Nelson.
Ulteriore sottrazione di terra al fiume Maitai permise un ampliamento dello stadio negli anni ottanta, con ricostruzione di un campo ausiliario in precedenza espropriato per il passaggio su di esso di una strada statale.
Nel 1997 l'impianto fu dotato di illuminazione artificiale e, quindi, in grado di ospitare incontri in notturna, e nel 2008 lavori su entrambe le tribune incrementarono la capacità complessiva di circa 4000 posti fino a portarla a quella attuale di circa 18000.
In vista della Coppa del Mondo di rugby 2011 Trafalgar Park fu sottoposto a una ristrutturazione generale da 5,9 milioni di dollari: ne fu ristrutturato l'impianto di illuminazione, potenziato nella capacità luminosa e ridisegnato in maniera da non riverberare luce all'esterno della struttura, e divenne il primo stadio al mondo ad adottare un letto di sabbia da vetro riciclato per sostenere il terreno di gioco: furono infatti installati 16 km di tubature di drenaggio all'interno di un letto di 2800 t di sabbia ottenuta dalla macinazione di vetro riciclato su cui poi fu seminato il prato di erba naturale.
La quantità di materiale riciclato per l'impianto ammontava a circa il 7% di tutto il vetro recuperato nell'Isola del Sud nel 2010 e anche in seguito le aggiunte di sabbia provennero sempre da riciclo e non da sbancamenti costieri.
Durante la manifestazione mondiale ospitò incontri del girone in cui si trovavano Australia e Italia.
In quello stesso anno aveva ospitato gare della franchise di Super Rugby dei Crusaders a causa del danneggiamento degli impianti di Christchurch dopo il terremoto che a febbraio di quell'anno colpì la città.
Nel quadro del Championship 2018 gli All Blacks disputarono, contro l'Argentina, il loro primo test match di sempre a Nelson, una vittoria 46-24.

## Incontri internazionali di rilievo

### Rugby a 15
| Arbitro: | Wayne Barnes |

|                                                                                             |    |                                            |
| Parisse 6’ Toniolatti 13’, 23’ Benvenuti 15’, 48’ tecnica 28’ Gori 37’ McLean 63’ Zanni 76’ | mt | 34’ Janjuškin 51’ Ostrouško 70’ Makoveckij |
| Bocchino 6’, 23’, 28’, 37’                                                                  | tr | 35’ Račkov                                 |

| Arbitro: | George Clancy |

|                                                       |      |           |
| Parisse 4’ Orquera 29’ Castrogiovanni 40’ tecnica 65’ | mt   | 18’ Wyles |
| Mirco Bergamasco 4’, 65’                              | tr   | 18’ Wyles |
| Mirco Bergamasco 21’                                  | c.p. | 26’ Wyles |

| Arbitro: | Bryce Lawrence |

| |      |                                          |
| Barnes 7’, 79’ Mitchell 9’, 49’ McCalman 12’ Pocock 15’, 22’ Moore 36’ Ashley-Cooper 39’ Ma’afu 42’ | mt   | 33’ Ostrouško 60’ Simplikevič 68’ Račkov |
| O’Connor 9’, 12’, 15’, 22’, 36’, 39’, 42’, 49’, 79’                                                 | tr   | 60’, 68’ Račkov                          |
| | drop | 47’ Račkov                               |

| Arbitro: | Pascal Gaüzère |

|                                                                       |      |                                     |
| Milner-Skudder 18’ Perenara 30’, 58’ Read 49’ Frizell 74’ Goodhue 80’ | mt   | 15’ Moyano 42’ Sánchez 70’ Boffelli |
| Mo'unga 18’, 49’, 58’, 74’, 80’                                       | tr   | 15’, 42’, 70’ Sánchez               |
| Mo'unga 5’, 40+1’                                                     | c.p. | 56’ Sánchez                         |